# 保々村
保々村（ほぼむら）は三重県三重郡にあった村。現在の四日市市の北西端、三岐鉄道三岐線・保々駅の周辺にあたる。

## 地理
- 河川：朝明川、名前川、古城川、彦左川、城下川

## 歴史
- 1889年（明治22年）4月1日 - 町村制の施行により、朝明郡中野村・小牧村・市場村・西村の区域をもって発足。
- 1896年（明治29年）4月1日 - 所属郡が三重郡に変更。
- 1957年（昭和32年）4月15日 - 四日市市に編入されて四日市市保々地区になる。同日保々村廃止。

## 交通

### 鉄道路線
- 三岐鉄道
  - 三岐線
    - 保々駅

現在は旧村域に北勢中央公園口駅が所在するが、当時は大長駅と称して隣接する東員村に所在。